# Place François-Béranger
La place François Béranger est une voie parisienne située dans le 20e arrondissement de Paris, en France.

## Situation et accès
La place est située dans le quartier Saint-Fargeau, à l'intersection des rues Darcy et Haxo.

## Origine du nom
La place rend hommage à François Béranger (1937–2003), auteur-compositeur-interprète libertaire français.

## Historique
Par délibération du 6 juin 2025, la voie prend la dénomination de « Place François Béranger ».